# Золотая медаль Американского института архитектуры
Золотая медаль Американского института архитектуры (англ. AIA Gold Medal) — высшая награда Американского института архитекторов (AIA) и присуждается национальным советом директоров AIA в знак признания «людям, чья работа оказала длительное влияние на теорию и практику архитектуры».
Медаль учреждена в 1907 году.

## История
Американский институт архитекторов был основан в 1857 году. В 1907 году, к пятидесятой годовщине со времени основания института, было решено учредить Золотую медаль как высшую награду организации. Это была первая награда AIA. Первые годы Золотую медаль вручали нерегулярно, так в 1900-х годах ею были награждены всего два человека, как и в 1910-х и 1930-х. С 1947 года медаль вручается более или менее ежегодно.
Дизайн Золотой медали разрабатывал американский скульптор, художник и медальер немецкого происхождения Адольф А. Вайнман, известный, в том числе, благодаря Капитолию штата Висконсин и Пенсильванскому вокзалу в Нью-Йорке. На аверсе медали он изобразил профили Полигнота, Иктина и Фидия, архитекторов и главного скульптора Парфенона, а также их инструменты: кисть, инструмент для моделирования скульптора, циркуль и треугольник. На реверсе орёл с поднятыми крыльями, словно только что приземлившийся или готовый улететь, срывает лавровую ветвь со скалы, на которой выгравированы надписи AIA и A.A. Weinman, M.C.M.VII. Имя получателя и дата вручения выгравированы на ободе, как это принято до сих пор.
Первым награждённым стал британский архитектор сэр Астон Уэбб, которому вручили медаль на приёме в Художественной галерее Коркоран вечером 8 января 1907 года. Это был ответный ход на случившееся ранее присвоение членам AIA Ричарду Моррису Ханту и Чарльзу Ф. Маккиму золотой медали Королевского института британских архитекторов (RIBA), президентом которого был Уэбб.
В 2013 году был изменён устав AIA и отныне медаль могут присуждать супружеским парам. Впервые это произошло в 2016 году, когда лауреатам стали американцы Роберт Вентури и Дениз Скотт-Браун.
В 2014 году Золотую медаль впервые вручили женщине, Джулии Морган (посмертно). Первым афроамериканцем, удостоенный этой награды стал в 2017 году Пол Р. Уильямс (посмертно).

## Кавалеры
- 2025: Дебора Берк (США)
- 2024: Дэвид Лейк и Тед Флато из архитектурного бюро Lake Flato Architects (США)
- 2023: Кэрол Росс Барни (США)
- 2022: Анджела Брукс и Лоуренс Скарпа (США)
- 2021: Эдвард Мазрия (США)
- 2020: Марлон Блэквелл (США)
- 2019: Ричард Роджерс (Великобритания)
- 2018: Джеймс Стюарт Полшек (США)
- 2017: Пол Ревер Уильямс (посмертно) (США) (первый афроамериканец, удостоенный этой чести)
- 2016: Роберт Вентури и Дениз Скотт Браун (США)
- 2015: Моше Сафди (США, Израиль, Канада)
- 2014: Джулия Морган (посмертно) (США) (первая женщина, удостоенная этой награды)
- 2013: Том Мейн (США)
- 2012: Стивен Холл (США)
- 2011: Фумихико Маки (Япония)
- 2010: Питер Болин (США)
- 2009: Гленн Меркатт (Австралия)
- 2008: Ренцо Пиано (Италия)
- 2007: Эдвард Ларраби Барнс (посмертно) (США)
- 2006: Энтони Предок (США)
- 2005: Сантьяго Калатрава (Испания, Швейцария)
- 2004: Сэмюэл Мокби (посмертно) (США)
- 2003: (награда не присуждена)
- 2002: Тадао Андо (Япония)
- 2001: Майкл Грейвс (США)
- 2000: Рикардо Легоррета (Мексика)
- 1999: Фрэнк Гери (Канада-США)
- 1998: (награда не присуждена)
- 1997: Ричард Мейер (США)
- 1996: (награда не присуждена)
- 1995: Сесар Пелли (Аргентина)
- 1994: Сэр Норман Фостер (Великобритания)
- 1993: Томас Джефферсон (посмертно) (США)
- 1993: Кевин Роуч (США)
- 1992: Бенджамин С. Томпсон (США)
- 1991: Чарльз Уиллард Мур (США).
- 1990: Э. Фэй Джонс (США)
- 1989: Джозеф Эшерик (США)
- 1988: (награда не присуждена)
- 1987: (награда не присуждена)
- 1986: Артур Чарльз Эриксон (Канада)
- 1985: Уильям Уэйн Кодилл (посмертно) (США)
- 1984: (награда не присуждена)
- 1983: Натаниэль Александр Оуингс (США)
- 1982: Ромалдо Джургола (Италия-США)
- 1981: Хосе Луис Серт (Испания)
- 1980: (награда не присуждена)
- 1979: Юймин Бэй (США)
- 1978: Филип Кортелью Джонсон (США)
- 1977: Рихард Джозеф Нейтра (посмертно) (Австрия-США)
- 1976: (награда не присуждена)
- 1975: (награда не присуждена)
- 1974: (награда не присуждена)
- 1973: (награда не присуждена)
- 1972: Пьетро Беллуски (Италия-США)
- 1971: Луис И. Кан (США)
- 1970: Ричард Бакминстер Фуллерр (США)
- 1969: Уильям Уилсон Вурстер (США).
- 1968: Марсель Лайош Брейер (Венгрия-США)
- 1967 — Уоллес Киркман Харрисон (США)
- 1966: Кензо Танге (Япония)
- 1965: (награда не присуждена)
- 1964: Пьер Луиджи Нерви (Италия)
- 1963: Алвар Аалто (Финляндия)
- 1962: Ээро Сааринен (посмертно) (Финляндия-США)
- 1961: Ле Корбюзье (Швейцария)
- 1960: Людвиг Мис ван дер Роэ (Германия-США)
- 1959: Вальтер Адольф Гропиус (Германия-США)
- 1958: Джон Веллборн Рут (посмертно) (США)
- 1957: Ральф Уокер (США) (Награжден Почетной медалью столетия)
- 1957: Луи Скидмор (США)
- 1956: Кларенс С. Стейн (США)
- 1955: Уильям Маринус Дудок (Нидерланды)
- 1954: (награда не присуждена)
- 1953: Уильям Адамс Делано (США)
- 1952: Огюст Перре (Франция)
- 1951: Бернард Ральф Мэйбек (США)
- 1950: сэр Патрик Аберкромби (Великобритания)
- 1949: Фрэнк Ллойд Райт (США)
- 1948: Чарльз Донах Магиннис
- 1947: Элиэль Сааринен (Финляндия-США)
- 1944: Луи Генри Салливан (посмертно) (США)
- 1938: Поль Филипп Кре (Франция-США)
- 1933: Рагнар Эстберг (Швеция)
- 1929: Милтон Беннетт Медари (США)
- 1927: Говард Ван Дорен Шоу (США)
- 1925: сэр Эдвин Ландсир Лаченс (Великобритания)
- 1925: Бертрам Гросвенор Гудхью (США)
- 1923: Генри Бэкон (США)
- 1922: Виктор Лалу (Франция)
- 1920: Эгертон Свартвоут (США)
- 1914: Жан-Луи Паскаль (Франция)
- 1911: Джордж Браун Пост (США)
- 1909: Чарльз Фоллен МакКим (посмертно) (США)
- 1907: сэр Астон Уэбб (Великобритания) (первый человек, удостоенный этой чести)